# Aeroportul Vidin
Aeroportul Vidin (IATA: VID, ICAO: LBVD) este un aeroport situat la 6 km de Vidin, Bulgaria. Autoritățile din Bulgaria doresc să redeschidă acest aeroport.
Aeroportul internațional de la Vidin realizează recepția avioanelor de la un număr mare de companii aeriene. El prelucrează multe zboruri interne și internaționale, unele dintre care sunt sezoniere. În ultimii ani, aeroportul Vidin s-a modernizat considerabil, fapt ce a îmbunătățit nivelul confortului de primire a pasagerilor din diverse colțuri ale lumii.